# Französische Kanadier
Als Französische Kanadier (französisch Canadiens français) bezeichnete sich die frankophone Bevölkerung in Québec, Ontario und in den westlichen Provinzen Kanadas (siehe Frankophone Kanadier) in etwa von der Mitte des 19. Jahrhunderts bis in die 1970er-Jahre.

## Geschichte
Die französischen Siedler, die sich im 17. Jahrhundert im Sankt-Lorenz-Strom-Tal niederließen, bezeichneten sich zunächst selbst als Kanadier (französisch Canadiens) im Gegensatz zu den Franzosen, die in der kolonialen Verwaltung und in der französischen Armee arbeiteten. Als nach der Eroberung Neufrankreichs durch Großbritannien 1763 immer mehr Engländer nach Kanada kamen (siehe Geschichte Kanadas) und nach und nach auch die Bezeichnung „Kanadier“ für sich selbst übernahmen, begann die frankophone Bevölkerung, sich französische Kanadier zu nennen. 1880 lebten sie zu 80 % in ländlichen Gebieten, doch nahm die Urbanisierung schnell zu. Die Identität als französische Kanadier war eng an die Zugehörigkeit zum katholischen Glauben gekoppelt. Sie sollte zudem angesichts der britischen Herrschaft die Bindung ans französische Mutterland ausdrücken.
Die Stille Revolution führte in Québec zu einer neuen, positiver besetzten Identität als Quebecer (französisch Québécois) und zu einer Emanzipation vom französischen Mutterland, so dass der Ausdruck französische Kanadier dort heute als Selbstbezeichnung unüblich ist. Die frankophone Bevölkerung Québecs versteht sich als Quebecer und/oder als Kanadier. Auch in den anderen kanadischen Provinzen ist die Selbstbezeichnung französische Kanadier heute unüblich, die frankophonen Bevölkerungen dort verstehen sich als Franco-Ontarier, Franco-Manitobaner etc. oder als Kanadier.
Im Deutschen wurde der Ausdruck Canadiens français oft mit „Frankokanadier“ übersetzt. Manchmal sprechen deutsche Quellen einfach von Franzosen oder von kanadischen Franzosen, wenn sie die Unterschiede zu den anglophonen Kanadiern hervorheben möchten. Stefan Zweig schreibt in „Bei den Franzosen in Kanada“: Die Intransigenz des Katholizismus – und dann der berühmte (…) Kinderreichtum der kanadischen Franzosen haben hier ein Bollwerk aufgerichtet, das ein Denkmal nationaler Energie ohnegleichen ist in unsern Tagen. Derartige Ausdrücke finden sich bis heute in Zeitungsartikeln und Reiseführern.
In der anglophonen Bevölkerung wird der Ausdruck French Canadian oder French noch oft verwendet, die anglophonen kanadischen Medien hingegen benutzen heute den Ausdruck Francophone oder die Provinzbezeichnungen.